# 馬蘭尼奧赫山
13°58′59″S 71°40′35″W / 13.98306°S 71.67639°W
馬蘭尼奧赫山（Maranniyuq），是秘魯的山峰，位於該國南部庫斯科大區，由阿科馬約區和阿科斯區負責管轄，屬於安地斯山脈的一部分，海拔高度4,520米。